# Kitana
Kitana is een van de hoofdpersonages uit de Mortal Kombat spellenreeks. Ze is ook wel bekend als Princess Kitana en Lady Kitana, en werd geïntroduceerd als een nieuw personage in het computerspel Mortal Kombat II. Ze wordt getoond als een blauwe ninja.
Kitana is de prinses van het andere-dimensionale rijk Edenia en de biologische dochter van Queen Sindel, evenals een geadopteerde dochter van de kwade keizer Shao Kahn. Ze heeft ook een rol als gesuggereerde romantische interesse voor de primaire held van de serie, Liu Kang. Ze heeft een evil twin als rivaal genaamd Mileena. In de nieuwste game, zijnde MK1 zijn Kitana en Mileena tevens wel goed bevriend en hebben een goede band met elkaar.
Kitana verscheen in een meerderheid van Mortal Kombats videospellen en andere media, met inbegrip van de films Mortal Kombat en Mortal Kombat: Annihilation, en de series Mortal Kombat: Defenders of the Realm, Mortal Kombat: Konquest en Mortal Kombat: Legacy, waardoor ze een van de meest populaire en herkenbare elementen van de franchise werd.